# Dorothea Anzinger
Dorothea Anzinger (* 15. September 1958 in Wolfenbüttel als Dorothea Riemer) ist eine deutsche Schauspielerin und Synchronsprecherin.

## Leben
Dorothea Anzinger, geborene Riemer, wurde in München und London zur Schauspielerin und Sprecherin ausgebildet. Seit Anfang der 1990er Jahre ist sie als Schauspielerin und Synchronsprecherin aktiv, sie war auch als Chanson-Sängerin und Kabarettistin tätig. Als Synchronsprecherin hatte sie mehr als 300 Rollen eingesprochen. 1993 bis 1995 wirkte sie als Co-Moderatorin „Thea“ in der RTL-2-Kindersendung Vampy mit.
Seit 2010 gibt sie Trainings im Unternehmenskontext.

## Filmografie (Auswahl)

### Schauspielerin
- 1993–1995: Vampy (Kindersendung)
- 1996: Wildbach (Fernsehserie, eine Folge)
- 1997: Pumuckl TV (Kindersendung, 20 Folgen)
- 2001: Legion of the Dead

### Synchronsprecherin

#### Filme
- 2004: Liebe auf Umwegen: Felicity Huffman als Lindsay Davis
- 2005: Hitch – Der Date Doktor: Maria Thayer als Lisa
- 2008: Camp Rock: Julie Brown als Dee La Duke
- 2011: J. Edgar: Jessica Hecht als Emma Goldman
- 2012: Die Tore der Welt: Sally Bankes als Madge Webber
- 2013: Der Hobbit: Smaugs Einöde: Sarah Peirse als Hilda Bianca
- 2014: Der Hobbit: Die Schlacht der Fünf Heere: Sarah Peirse als Hilda Bianca
- 2017: Please Stand By: Robin Weigert als Polizistin Doyle
- 2017: Orbiter 9 – Das letzte Experiment: Kristina Lilley als Katherine
- 2018: Asterix und das Geheimnis des Zaubertranks: Joëlle Sevilla als Jellosubmarine (Animationsfilm)

#### Serien
- 1999–2005: Für alle Fälle Amy: diverse
- 2004–2007: Law & Order: diverse
- 2014–2017: The Night Shift: Esodie Geiger als Schwester Molly Ramos
- 2018: Arctic Circle – Der unsichtbare Tod: Susanna Haavisto als Elina Kautsalo